# Bray-lès-Mareuil
Bray-lès-Mareuil è un comune francese di 264 abitanti situato nel dipartimento della Somme nella regione dell'Alta Francia.

## Società

### Evoluzione demografica
Abitanti censiti